# Hamotus populus
Hamotus populus är en skalbaggsart som beskrevs av Chandler 1974. Hamotus populus ingår i släktet Hamotus och familjen kortvingar. Inga underarter finns listade i Catalogue of Life.